# GW170814
GW170814 是激光干涉引力波天文台（LIGO）和室女座干涉仪（VIRGO）于2017年8月14日联合探测到的一次双黑洞并合引力波事件。 2017年9月27日，LIGO和VIRGO公布了观察信号，GW170814成为继GW150914, GW151226和GW170104之后第四起认证的引力波事件。 它也是第一起LIGO和VIRGO联合探测到的双黑洞并合事件。

## 事件探测

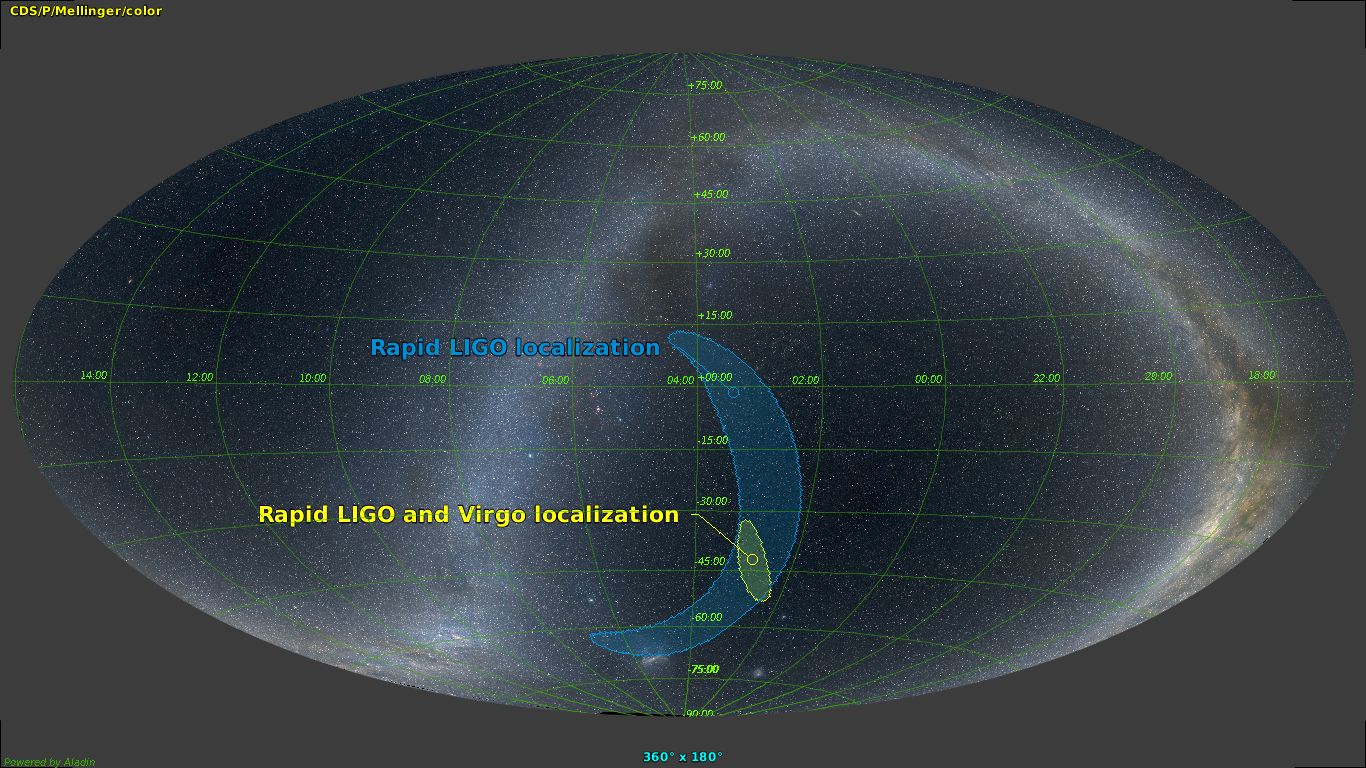
GW170814的估计位置。

该信号于2017年8月14日10:30:43UTC被探测到。利文斯顿的探测器最先接收到信号，汉福德探测器和室女座干涉仪分别于8毫秒和14毫秒后接收到信号。三个探测器给出了对源的位置的非常精确的估计，90%置信区域的大小仅为60 °2，比之前的探测精确20倍。

## 天体物理学起源
分析表明，引力波信号来源于双黑洞（BBH）的绕转与并合，两个黑洞的质量分别为{\displaystyle 30.5_{-3.0}^{+5.7}\,M_{\odot }}和<{\displaystyle 25.3_{-4.2}^{+2.8}\,M_{\odot }}
，与地球的距离约为{\displaystyle 540_{-210}^{+130}}Mpc（{\displaystyle 1.8_{-0.7}^{+0.4}}百万光年）。 并合形成的黑洞约为{\displaystyle 53.2_{-2.5}^{+3.2}}个太阳质量，约{\displaystyle 2.7_{-0.3}^{+0.4}}个太阳质量以引力波辐射的形式传播出去。GW170814的峰值光度为{\displaystyle 3.7\times 10^{49}}W。

## 对广义相对论的影响
广义相对论预测引力波具有类张量（spin-2）的偏振。 三个探测器的探测给出了张量偏振的有力的实验证据。